# The Bargain
The Bargain er en amerikansk stumfilm fra 1914 af Reginald Barker.

## Medvirkende
- William S. Hart som Jim Stokes
- J. Frank Burke som Bud Walsh
- Clara Williams som Nell Brent
- J. Barney Sherry som Phil Brent
- Joseph J. Dowling som Joshua Wilkes